# モータースポーツ
モータースポーツ（英: motorsports）は、広義では人間の筋肉以外の機械的なモーターやエンジンなどの原動機を使用して稼働する乗り物を用いて行われる競技・スポーツ。最も盛んな自動車競技のみを指すことも多い。

## 概要
カテゴリと呼ばれる競技ランクや競技種別の違いによって定められたルールやレギュレーションに従い「速さ」を競う競技である。
広義においてはモーターボートや飛行機など、いわゆる「車両」以外の乗り物を用いて行われるものを含めてモータースポーツと指す。
陸上を走る四輪自動車やモーターサイクル（オートバイ）などの車両を使用したものが一般的であるため、それらを指す場合が多い。

## 四輪自動車におけるモータースポーツ
四輪自動車におけるモータースポーツの始まりは、1887年4月28日にフランスのパリで行われたものが最初となる。ただし、記録として残る自動車競技は1894年7月22日に開催された、パリ - ルーアンレースが起源となる。当時の自動車は蒸気自動車とガソリン自動車とが混在する世の中であり、一般的に当時普及していた蒸気自動車に対し、これからの普及を目指していたガソリン自動車が性能の指標にしようという目論みもあった。
1930年代においては、各国がナショナルカラーを打ち出しての技術競争という要素が強かったが、第二次世界大戦の終結後では国際自動車連盟の発足などによって、四輪自動車におけるモータースポーツを各国で開催する運びとなり、国際競技としての立ち位置が強くなった。

## スノーモービルにおけるモータースポーツ
スノークロス
雪上で行われるモトクロス競技。
氷上ドラッグレース
雪上で行われるドラッグレースで直線において加速力を競う。
ヒルクライムレース
急坂を登板するレース。
エンデューロ
スノーモービルを使って行われる耐久レース。
ウォータークロス
水上で行われるモトクロス競技。

## 陸上以外のモータースポーツ

### 水上で行われるもの
パワーボート
レギュレーションで規定されたモーターボートを使うスピードレース。水上に設定されたコースを同時に走って着順を競う。ドラッグボートレースとも呼ばれる。
ブルーリボン賞
大西洋横断の最短時間を競うヒストリカルなタイムレース。スポーツとして行われるものではないが、1838年にはじまり以降延々と記録が塗り替えられ続けている。特にレギュレーションは定められておらず、その時々の優勝者のタイトルについては異論が出されることもある程度に割合緩やかなもの。
競艇
公営競技として行われているモーターボートのレース。

## 参照
1. ↑  “モータースポーツ”.   スポーツ辞典 S-word (2009年11月5日). 2011年11月12日時点のオリジナルよりアーカイブ。2010年9月24日閲覧。
2. ↑  井原 2016, p. 5.
3. ↑  “モータースポーツ”.  日本自動車連盟. 2020年7月6日閲覧。
4. ↑  井原 2016, pp. 5–6.
5. ↑  林 2019, p. 6.